# 博爾什恰希夫卡

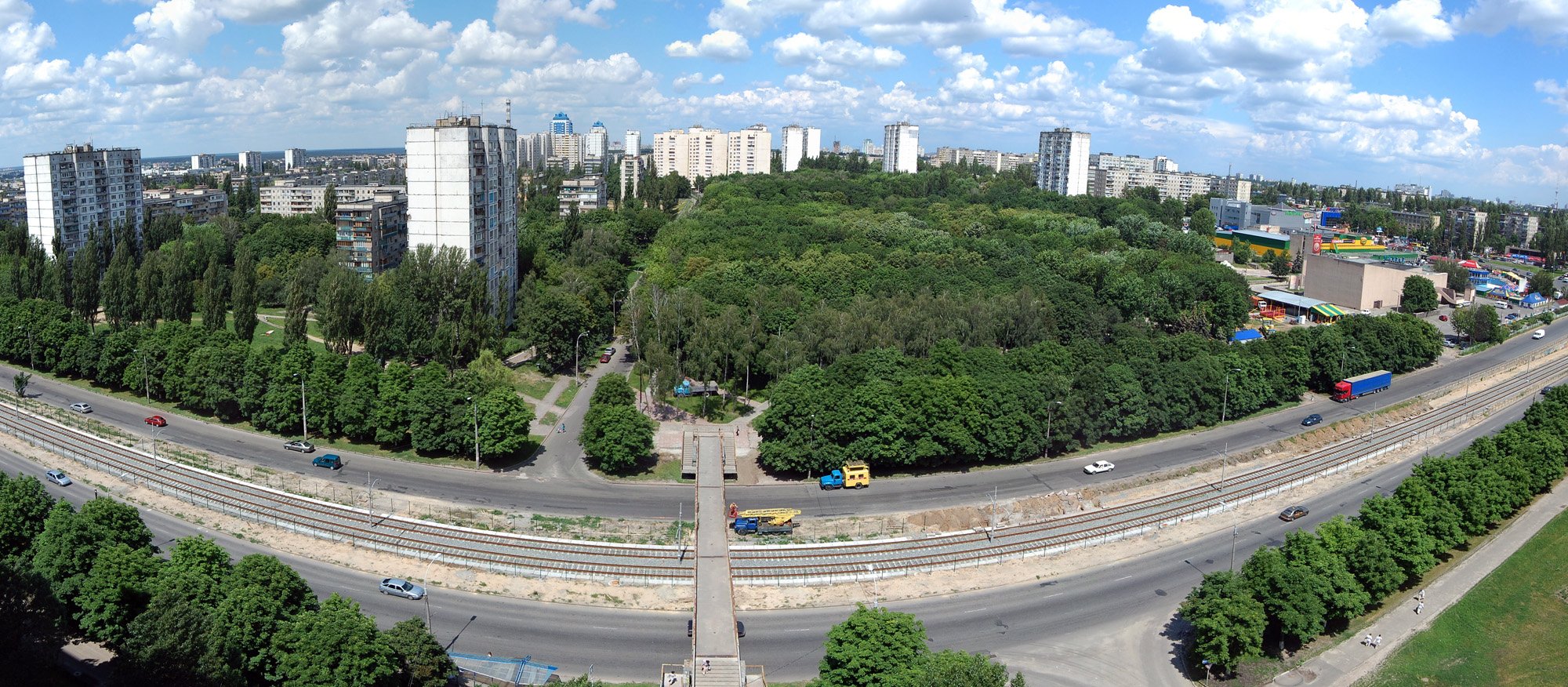
社区全景

博爾什恰希夫卡（羅馬化：Borshchahivka）是一個位于乌克兰首都基辅西部的社区。屬於斯維亞托申區的一部分。當地原本是一個村莊，該社區的名字就來自於村莊。

## 外部鏈接
- Page 338 (Borzakowszczyna) （页面存档备份，存于） 波蘭王國地理詞典
- Page 324 (Borszczahowka) （页面存档备份，存于） 波蘭王國地理詞典